# 118 Peito

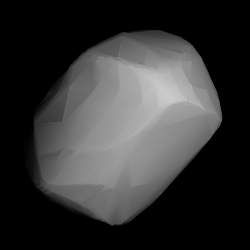
Modelo de forma convexa 3D de 118 Peitho, calculado usando técnicas de inversão de curva de luz.

Peito (asteroide 118) é um asteroide da cintura principal com um diâmetro de 41,73 quilómetros, a 2,0390288 UA. Possui uma excentricidade de 0,1633635 e um período orbital de 1 389,71 dias (3,81 anos).
Peito tem uma velocidade orbital média de 19,07873023 km/s e uma inclinação de 7,74344º.
Este asteroide foi descoberto em 15 de março de 1872 por Robert Luther.
Este asteroide recebeu este nome em homenagem à deusa Peito da mitologia grega.